# Bryan McCabe
Bryan McCabe, född 8 juni 1975 i St. Catharines, Ontario, är en kanadensisk före detta professionell ishockeyspelare som senast spelade för New York Rangers i NHL. Han valdes som 40:e spelare totalt i NHL Entry Draft 1993 av New York Islanders. Större delen av hans juniortid tillbringades i WHL, där han var en av ligans främsta backar då han blev uttagen till ligans All Star lag säsongen 1993–94. 
Han inledde sin NHL-karriär med New York Islanders säsongen 1995–96. McCabe är främst känd från tid med Toronto Maple Leafs, för vilka han spelade sju säsonger och var en av lagets främsta backar. Hans bästa säsong rent poängmässigt är från 2005–06 då han noterades för 19 mål och 68 poäng på 73 spelade matcher, vilket gav honom en tredje plats i NHL:s totala poängliga bland försvarare. Den 6 november 2009 gjorde McCabe sin 1000 NHL-match. 
Inför säsongen 2008–09 värvades McCabe till Florida Panthers där han spelade i sammanlagt tre och en halv säsong och var lagets lagkapten, fram tills den 26 februari 2011 då han ingick i en trade och byttes bort till New York Rangers i utbyte mot Tim Kennedy och ett framtida draftval.
McCabe har även representerat det kanadensiska ishockeylandslaget vid ett antal tillfällen. Bland hans största meriter i internationella idrottssammanhang kan VM i Finland 1997 och OS i Turin 2006 nämnas.

## Klubbar
- New York Islanders
- Vancouver Canucks
- Chicago Blackhawks
- Toronto Maple Leafs
- HV71
- Florida Panthers
- New York Rangers